# São Mamede de Escariz
São Mamede de Escariz foi uma freguesia portuguesa do Município de Vila Verde, com 3,27 km² de área e 388 habitantes (2011). Densidade: 118,7 hab/km².
Foi uma freguesia extinta (agregada) em 2013, no âmbito de uma reforma administrativa nacional, para, em conjunto com São Martinho de Escariz, formar uma nova freguesia denominada União das Freguesias de Escariz (São Mamede) e Escariz (São Martinho).

## População
| População da freguesia de Escariz (São Mamede) | População da freguesia de Escariz (São Mamede) | População da freguesia de Escariz (São Mamede) | População da freguesia de Escariz (São Mamede) | População da freguesia de Escariz (São Mamede) | População da freguesia de Escariz (São Mamede) | População da freguesia de Escariz (São Mamede) | População da freguesia de Escariz (São Mamede) | População da freguesia de Escariz (São Mamede) | População da freguesia de Escariz (São Mamede) | População da freguesia de Escariz (São Mamede) | População da freguesia de Escariz (São Mamede) | População da freguesia de Escariz (São Mamede) | População da freguesia de Escariz (São Mamede) | População da freguesia de Escariz (São Mamede) |
| ---------------------------------------------- | ---------------------------------------------- | ---------------------------------------------- | ---------------------------------------------- | ---------------------------------------------- | ---------------------------------------------- | ---------------------------------------------- | ---------------------------------------------- | ---------------------------------------------- | ---------------------------------------------- | ---------------------------------------------- | ---------------------------------------------- | ---------------------------------------------- | ---------------------------------------------- | ---------------------------------------------- |
| 1864                                           | 1878                                           | 1890                                           | 1900                                           | 1911                                           | 1920                                           | 1930                                           | 1940                                           | 1950                                           | 1960                                           | 1970                                           | 1981                                           | 1991                                           | 2001                                           | 2011                                           |
| 391                                            | 405                                            | 395                                            | 394                                            | 377                                            | 377                                            | 373                                            | 500                                            | 518                                            | 483                                            | 443                                            | 432                                            | 450                                            | 395                                            | 388                                            |

## História
Pertenceu ao concelho de Penela e quando este foi extinto, pelo decreto de 24 de Outubro de 1855, passou para o concelho (atual município) de Vila Verde.

## Lugares
- Amproa
- Barroza
- Cachopo
- Carude
- Casal de Mato
- Igreja
- Monte
- Quintela
- Vales
- Xisto